# 拉什卡尔加
拉什卡尔加（波斯语：‎）位于阿富汗西南部，是赫尔曼德省的首府。位于赫尔曼德河畔。

## 历史

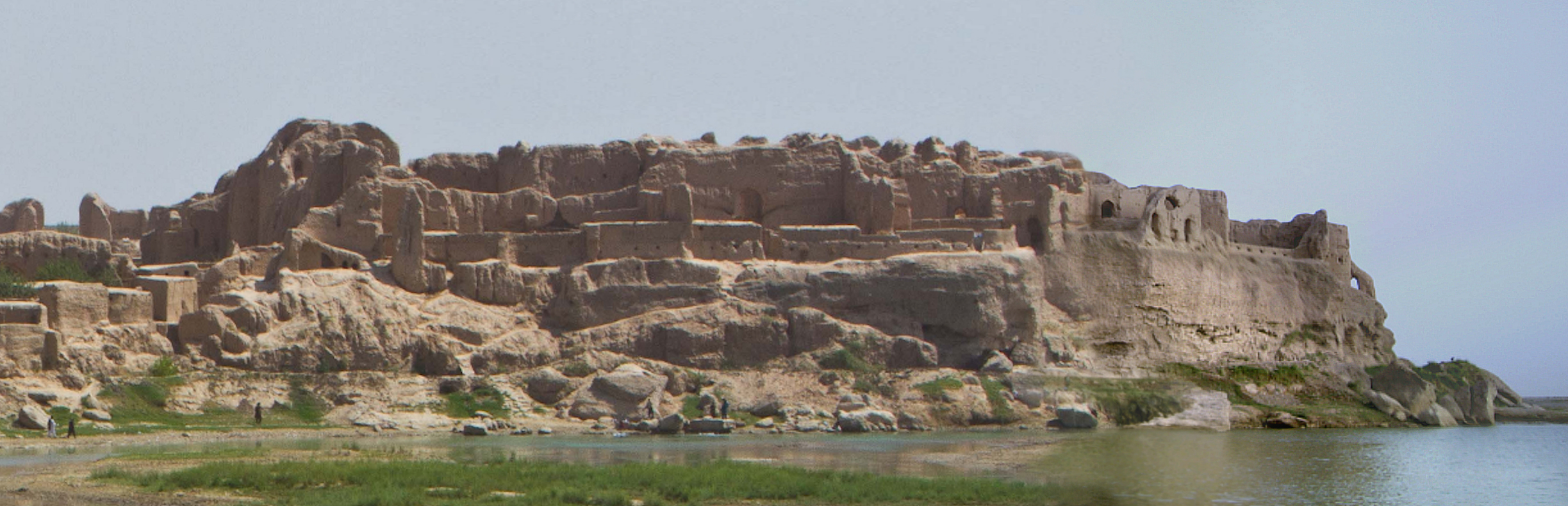
加兹尼王朝遗迹

古称布斯特（Bust、Bost），即《元史》所称不思忒，曾是加兹尼王朝的首都。布斯特古城遗址在今拉什卡尔加市区以南约十公里处，遗址也称布斯特城堡（‎, ）。该城址的拱门是古尔王朝时期建立的，最高处有约25米以上。公元10世纪至12世纪的加兹尼王朝和古尔王朝时期是布斯特城最繁荣的时期。这段时间布斯特出现了许多著名的学者，如伊本·希班、哈塔比等，还有如阿布·法特赫·布斯提等著名诗人。
从花剌子模王朝开始，布斯特的重要性逐渐降低，1738年为纳迪尔沙所毁。其后该地又归属杜兰尼王朝。

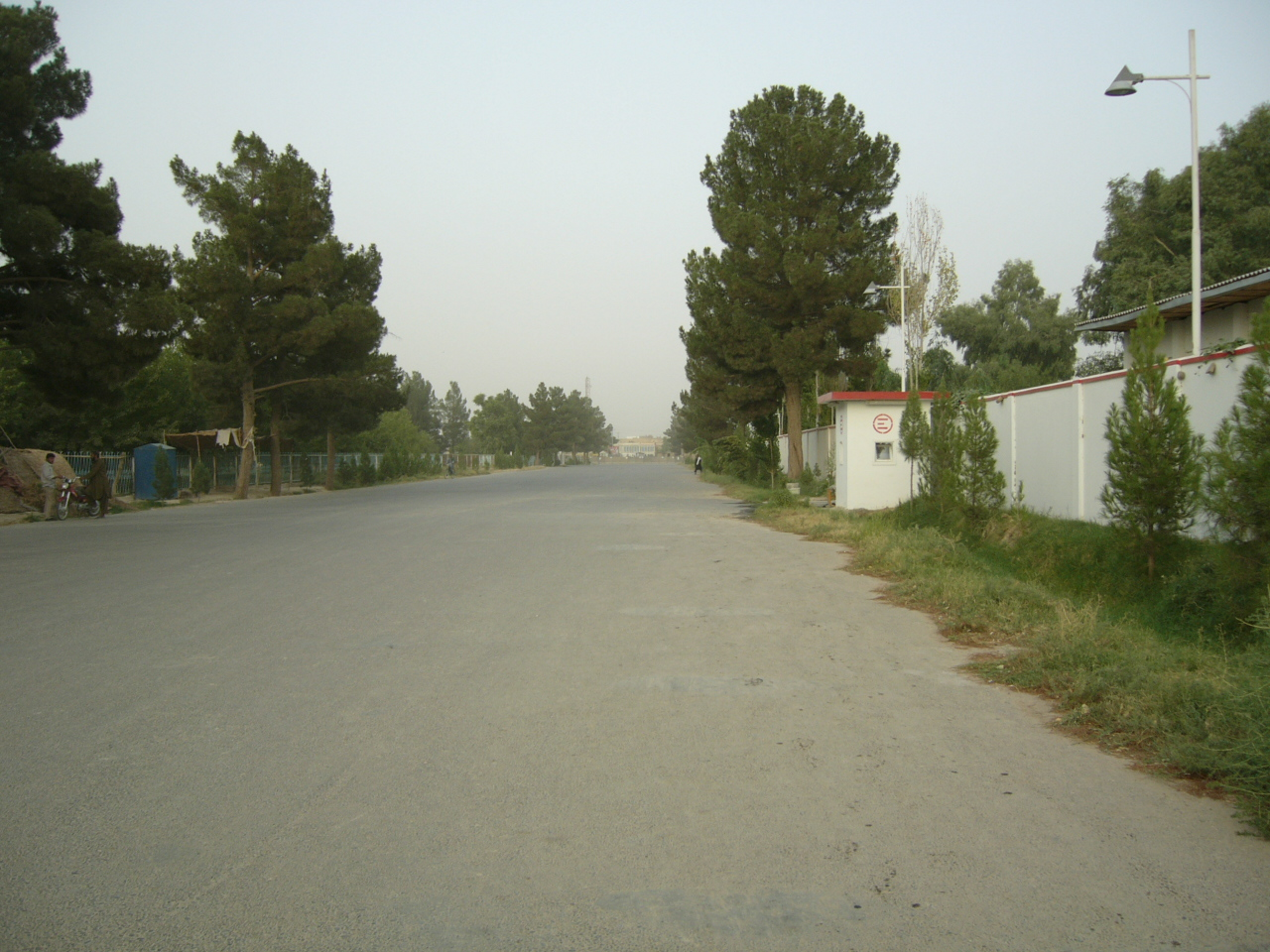
拉什卡尔加的美式公路

现今的拉什卡尔加城区是在1946年在布斯特城址以北建成的，得名自附近一个叫拉什卡尔加·伊·巴扎尔（波斯語：‎）的村庄，意为“集市的军营”。今市区是1950年代美国陆军工兵部队的驻地，有许多美国建造的建筑及基础设施，因此拉什卡尔加也被称作“小美国”（‎）。
2021年8月12日，該市遭到塔利班佔領。

## 人口
2006年人口約201,546。2015年估計人口約276,831。主要人口为普什图人（约占60%），也有许多塔吉克人。

## 交通
有拉什卡尔加机场，亦称布斯特机场，1957年由美国建成。该市有高速公路与东面的坎大哈、西面的扎兰季和西北面的赫拉特相连。